# CJB 뉴스 (1020)
《CJB 뉴스 (1020)》(CJB NEWS (1020))는 CJB TV에서 매주 평일 오전 10시 20분에 방송 중인 충북 지역 뉴스 프로그램이다.

## 개요
- 정식 명칭은 CJB 뉴스다.
- 2008년 12월 1일부터 평일 낮 12시 10분에 《CJB 뉴스와 생활경제》로 신설되어 20분간 낮 생활경제 뉴스로 방송되었으며, 2009년 4월 27일부터 평일 낮 12시 40분으로 변경되었고, 2009년 10월 5일부터 평일 오전 11시 40분으로 변경되었다. 이후 2011년 1월 24일부터 《CJB 생활경제》로 변경되었고, 2014년 10월 27일부터 평일 오전 11시 15분으로 변경, 15분으로 단축되었으며, 2015년 11월 23일부터 《CJB 11 뉴스》로 변경되어 평일 오전 11시로 변경, 10분으로 단축, 낮 뉴스로 전환되었다. 이후 2016년 2월 15일부터 《CJB 뉴스》로 변경되어 평일 오전 10시 50분으로 변경되었고, 2018년 3월 16일에 1차 종영되었다가 2018년 11월 5일부터 평일 오전 10시 40분에 재신설되어 20분간 방송되었고, 2019년 2월 18일부터 평일 오전 10시 20분으로 변경, 10분으로 환원, 아침뉴스로 전환되었다. 이후 2020년 2월 28일에 2차 종영되었다가 2020년 8월 18일부터 재신설되었다.

## 방송 시간
| 방송 채널 | 방송 기간                           | 방송 시간                              |
| --------- | ----------------------------------- | -------------------------------------- |
| CJB       | 2008년 12월 1일 ~ 2009년 4월 24일   | 평일 낮 12시 10분 ~ 12시 30분 (20분)   |
| CJB       | 2009년 4월 27일 ~ 2009년 10월 1일   | 평일 낮 12시 40분 ~ 오후 1시 (20분)    |
| CJB       | 2009년 10월 5일 ~ 2014년 10월 24일  | 평일 오전 11시 40분 ~ 낮 12시 (20분)   |
| CJB       | 2014년 10월 27일 ~ 2015년 11월 20일 | 평일 오전 11시 15분 ~ 11시 30분 (15분) |
| CJB       | 2015년 11월 23일 ~ 2016년 2월 12일  | 평일 오전 11시 ~ 11시 10분 (10분)      |
| CJB       | 2016년 2월 15일 ~ 2018년 3월 16일   | 평일 오전 10시 50분 ~ 11시 (10분)      |
| CJB       | 2018년 11월 5일 ~ 2019년 2월 15일   | 평일 오전 10시 40분 ~ 11시 (20분)      |
| CJB       | 2019년 2월 18일 ~ 2020년 2월 28일   | 평일 오전 10시 20분 ~ 10시 30분 (10분) |
| CJB       | 2020년 8월 18일 ~ 현재              | 평일 오전 10시 20분 ~ 10시 30분 (10분) |

## 앵커
| 대수 | 진행자          | 진행 기간             | 비고 |
| ---- | --------------- | --------------------- | ---- |
| 1대  | 연규옥 아나운서 | 일자 미상 ~ 일자 미상 |      |
| 2대  | 최지현 아나운서 | 일자 미상 ~ 현재      |      |

## 타이틀 변천사
| 기수 | 프로그램 타이틀     | 방송 기간                                                                                  |
| ---- | ------------------- | ------------------------------------------------------------------------------------------ |
| 1기  | CJB 뉴스와 생활경제 | 2008년 12월 1일 ~ 2011년 1월 21일                                                          |
| 2기  | CJB 생활경제        | 2011년 1월 24일 ~ 2015년 11월 20일                                                         |
| 3기  | CJB 11 뉴스         | 2015년 11월 23일 ~ 2016년 2월 12일                                                         |
| 4기  | CJB 뉴스            | 2016년 2월 15일 ~ 2018년 3월 16일 2018년 11월 5일 ~ 2020년 2월 28일 2020년 8월 18일 ~ 현재 |

## 결방
- 2024년 2월 12일 : 《2023 청남대 재즈 토닉 (1부) (재방송)》 편성으로 인해 결방
- 2024년 2월 20일 : SBS TV 《중계 방송 국회 교섭 단체 대표 연설 - 더불어민주당》 편성으로 인해 결방
- 2024년 2월 21일 : SBS TV 《중계 방송 국회 교섭 단체 대표 연설 - 국민의힘》 편성으로 인해 결방
- 2024년 2월 22일 : SBS TV 《중계 방송 제22대 국회의원 선거 공직 선거 정책 토론회》 편성으로 인해 결방

## 경쟁 프로그램
- KBS 뉴스 930 충북 (KBS 청주 1TV, KBS 충주 1TV)
- 930 MBC 뉴스 충북 (MBC 충북 TV)